# اولین یخبندان
اولین یخبندان (انگلیسی: The First Frost؛‏ چینی: 难哄) مجموعه تلویزیونی چینی در ژانر عاشقانه با بازی بای جینگ‌تینگ و ژانگ رونان است. داستان این مجموعه از رمان چینی به همین نام نوشتهٔ ژو یی اقتباس شده است و به صورت جهانی از طریق یوکو و نتفلیکس پخش شد. این مجموعه داستان دیدار دوبارهٔ دو همکلاسی دبیرستانی را روایت می‌کند که پس از مدت‌ها جدایی به‌طور تصادفی یک آپارتمان را اجاره می‌کنند. این مجموعه به پیچیدگی‌های عشق، دلتنگی، تروما و التیام پرداخته است.
اولین یخبندان تحسین‌های گسترده‌ای دریافت کرد و در صدر جدول‌ها قرار گرفت و رکوردهای زیادی ثبت کرد. شیمی میان بازیگران اصلی و داستان جذاب آن، نقدهای مثبتی از تماشاگران و منتقدان به همراه داشت. این مجموعه در بازار داخلی و بین‌المللی محبوبیت زیادی کسب کرد. تا ۱۰ مارس ۲۰۲۵، این مجموعه بیش از ۱٫۱ میلیارد بازدید در یوکو داشت و به عنوان «داغ‌ترین درام جوانان چینی» در آغاز سال شناخته شد. همچنین در ردهٔ S+، یعنی دسته «برنامه‌های پربیننده» در نمودارهای یون‌هه دیتا قرار گرفت. در ۲۷ فوریه ۲۰۲۵، در جایگاه ششم جدول «بهترین برنامه تلویزیونی جهانی» در نتفلیکس قرار گرفت و رکورد بالاترین جایگاه برای یک درام چینی در تاریخ رتبه‌بندی‌های روزانهٔ جهانی نتفلیکس را به ثبت رساند.